# Acadêmicos de Esteio
Grêmio Recreativo Cultural e Social Escola de Samba Acadêmicos de Esteio é uma escola de samba da cidade de Esteio, Rio Grande do Sul. Suas cores são verde e rosa. Foi fundada em 30 de abril de 2020. Tem como símbolo, um tiranossauro rex que simbolicamente ilustra a fusão da antiga escola de samba, Unidos de Esteio, com a nova geração de carnavalescos da cidade.

## Segmentos

### Presidente
| Nome                       | Mandato    | Ref.  |
| -------------------------- | ---------- | ----- |
| Jonathan Luciano Vaz Pinto | 2020-Atual | [ 1 ] |

### Intérprete
| Ano  | Nome                   | Ref.  |
| ---- | ---------------------- | ----- |
| 2023 | Clóvis Pereira Barbosa | [ 1 ] |

## Carnavais
| Ano  | Colocação | Grupo          | Enredo | Ref.        |
| ---- | --------- | -------------- | --- | ----------- |
| 2023 | 4º lugar  | Único - Esteio | Do Erudito ao Popular, Acadêmicos Conta os 40 anos de História Musical e Social, do Conservatório de Música Carlos Gomes de Esteio.                                | [ 1 ] [ 2 ] |
| 2024 | 3º lugar  | Único - Esteio | Esteio, suas origens, suas raízes, sua história… Acadêmicos convida: “Bem-vindo Seja”. Dos trilhos vem o trabalho e o progresso... Esteio do Rio Grande do Brasil! | [ 3 ] [ 4 ] |
| 2025 | 4º lugar  | Único - Esteio | Sangue, a essência da vida no pulsar da verde e rosa | [ 5 ] [ 6 ] |